# Martin Fenin
Pour les articles homonymes, voir Fenin.
Martin Fenin [ˈmarcin ˈfɛɲin] (né le 16 avril 1987 à Egra) est un footballeur tchèque. Cet attaquant joue actuellement pour le Chemnitzer FC.

## Biographie
Fenin commence sa carrière dans le club tchèque du FK Teplice à l'âge de 16 ans. 
Il commence à se faire remarquer lors de la Coupe du monde de football des moins de 20 ans au Canada où il marque 3 buts dont un en finale contre l'Argentine.
Le 22 août 2007, il fait ses débuts internationaux chez les A contre l'Autriche.
Ses débuts précoces en équipe nationale attirent de nombreux clubs étrangers tels que Arsenal ou la Juventus. Mais il choisit finalement l'Allemagne et le club de l'Eintracht Francfort avec lequel il s'engage en décembre 2007. Son transfert vers le club allemand fut estimé à 3,5 M€. Il se signale en marquant 3 buts pour son premier match officiel sous ses nouvelles couleurs contre le Hertha Berlin, puis en marquant le second but de son équipe contre Arminia Bielefeld, lors de sa deuxième titularisation. Dans la foulée de sa demi-saison en Allemagne où il inscrit six buts, il est convoqué pour jouer avec l'équipe nationale lors de l'Euro 2008. Il n'y dispute aucune rencontre. 
En avril 2009, à la suite de graves écarts de conduite en sélection, il est, avec plusieurs de ses partenaires, écarté de façon définitive de l'équipe nationale tchèque par sa fédération, la ČMFS.
En 2011, alors qu'il entame la saison à Franfort, tout juste reléguer en bundesliga 2, il est transféré à l'Energie Cottbus, dans la même division pour 2 ans. Plus que l'ombre de lui-même, le joueur est diagnostiqué dépressif et ne fera que de brèves apparitions en championnat, sans marquer le moindre but. 
Convaincu qu'il doit rentrer au pays pour se rétablir et se relancer, Martin Fenin part au mercato hivernal 2013 au Slavia Prague, dans une équipe souvent à la peine en championnat, le joueur ne brille pas et joue peu.
Un an plus tard, au mercato hivernal 2013, c'est son club formateur, le FK Teplice, qui tente de le relancer. Là encore, il joue peu mais retrouve les chemins des filets à une reprise...pour la première fois depuis 2011.
Alors qu'il commence la saison 2014/2015 avec Teplice, il est engagé par le FC Istres en National , s'il retrouve le chemin des filets (1 but), la saison est un calvaire avec une relégation à la fin.
Pour se relancer, il part en troisième division allemande au Chemnitzer FC, synonyme de bref passage.
En 2016, il rentre au pays chez le promu FC Zbrojovka Brno.
En 2017, il part dans la deuxième division locale chez Varnsdorf.